# Liste des communes de la région du Nord-Ouest au Cameroun
Liste des communes de la région du Nord-Ouest au Cameroun par départements : 34

## Boyo
Le département du Boyo est découpé en 4 communes :
- Belo
- Fonfuka
- Fundong
- Njinikom

## Bui
Le département du Bui est découpé en 6 communes :
- Elak-Oku
- Jakiri
- Kumbo
- Mbiame
- Nkum
- Nkor

## Donga-Mantung
Le département du Donga-Mantung est découpé en 5 communes :
- Ako
- Misaje
- Ndu
- Nkambé
- Nwa

## Menchum
Le département du Menchum est découpé en 4 communes :
- Benakuma
- Furu-Awa
- Wum
- Zhoa

## Mezam
Le département du Mezam est découpé en 7 communes :
- Bafut
- Bali
- Bamenda Ier
- Bamenda IIe
- Bamenda IIIe
- Santa
- Tubah

## Momo
Le département du Momo est découpé en 5 communes :
- Andek
- Batibo
- Mbengwi
- Njikwa
- Widikum-Boffe

## Ngo-Ketunjia
Le département du Ngo-Ketunjia est découpé en 3 communes :
- Babessi
- Balikumbat
- Ndop